# Hugues C. Pernath
Hugues C. Pernath (pseudoniem van Hugo Wouters; Borgerhout, 15 augustus 1931 - aldaar, 4 juni 1975) was een Vlaams dichter. Zijn werk neigt naar het pessimistische, is emotioneel sterk geladen en is modern maniëristisch. Later wilde hij zich hieraan ontworstelen; zijn poëzie werd toen toegankelijker en meer gestructureerd.
Pernath was redacteur van de literaire tijdschriften Gard Sivik en Het Cahier. Later verliet hij deze redacties om zitting te nemen in de redactie van het Nieuw Vlaams Tijdschrift. Tevens was hij (vanaf 1973) lid van het Antwerps genootschap Pink Poets.
Er is een poëzieprijs naar hem vernoemd: de Hugues C. Pernath-prijs. En in de Regattawijk in Antwerpen-Linkeroever is er een straat naar hem genoemd, de Hugues C. Pernathlaan.

## Werken
- 1958 - Het uur Marat
- 1960 - De adem ik
- 1960 - Het masker man
- 1961 - Soldatenbrieven (samen met Paul Snoek)
- 1963 - Hedendaags
- 1963 - Instrumentarium voor een winter
- 1966 - Mijn gegeven woord
- 1970 - De acht hoofdzonden
- 1970 - Exodus
- 1973 - Mijn tegenstem
- 1976 - Nagelaten gedichten

## Prijzen

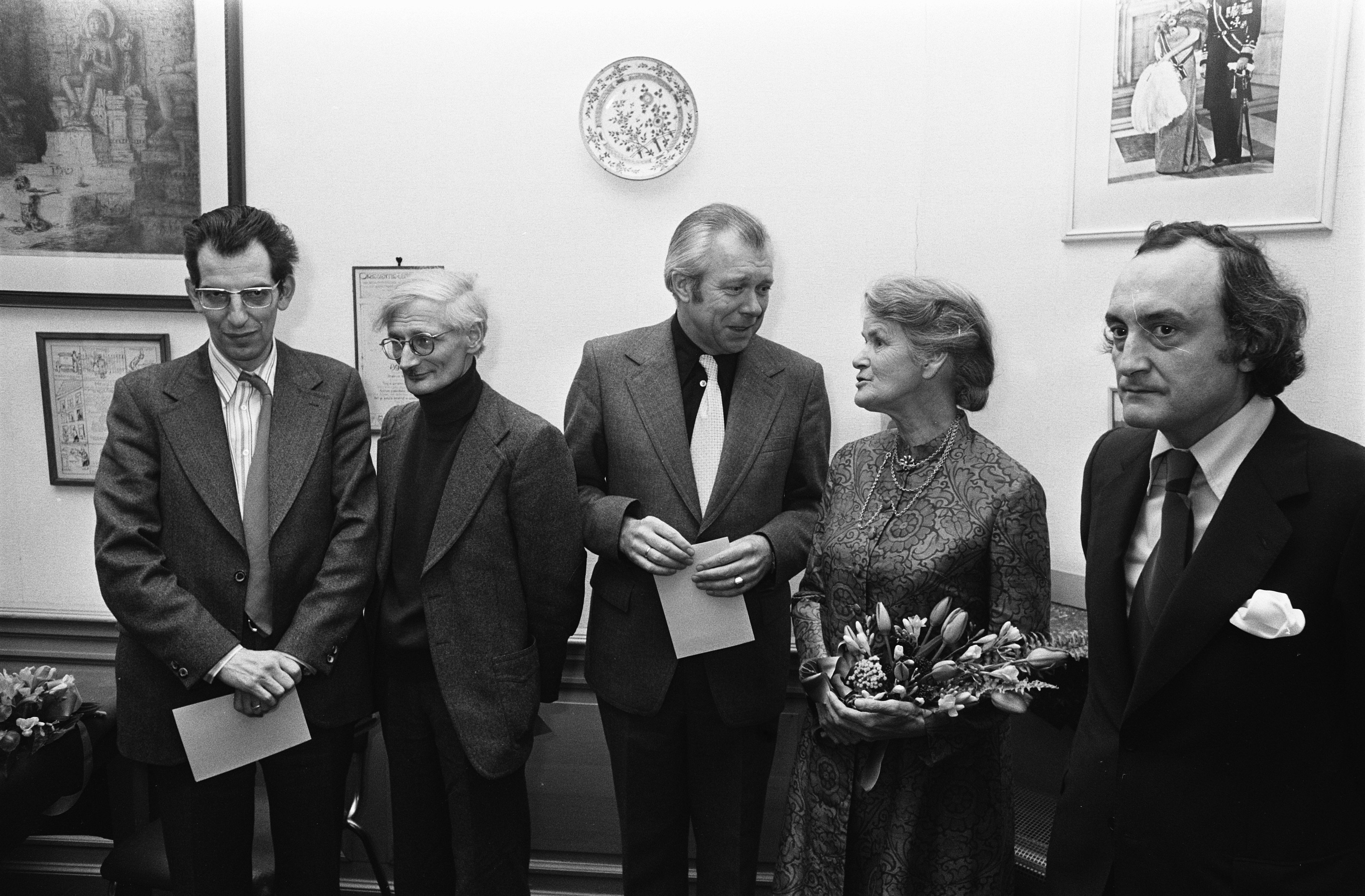
Jan Campertprijzen 1974. V.l.n.r.: Piet Buijnsters, William D. Kuik, wethouder Piet Vink, M. Vasalis en Hugues C. Pernath

- 1961 - Arkprijs van het Vrije Woord
- 1974 - Jan Campert-prijs voor Mijn tegenstem
- 1977 - Grote Driejaarlijkse Staatsprijs voor poëzie

## Secundaire literatuur
- Patrick Conrad pp., H.C. Pernath, Antwerpen/Amsterdam 1976, Uitgeverij De Nederlandsche boekhandel, ISBN 90-289-0151-5.
- Div. auteurs, Hugues C. Pernath 1931-1975, z.j., Nieuw Vlaams Tijdschrift/ Ontwikkeling Antwerpen i.s.m. Hugues C. Pernathstichting en Pink Editions & Productions.
- Yves T'Sjoen, Els Van Damme en Lynn Custers, Jarig in mijn schitterend woord: opstellen over Hugues C. Pernath, Academia Press, 2012, ISBN 978-90-382-2029-1.